# Hans Scharoun
Bernhard Hans Henry Scharoun (født 20. september 1893 i Bremen, død 25. november 1972 i Berlin) var en tysk arkitekt, som har spillet en stor rolle i skabelsen af det moderne Berlins arkitektur. Han var en af de fornemste repræsentanter for den organiske arkitektur.
Efter studentereksamen i Bremerhaven i 1912 begyndte han studier i arkitektur ved Technische Universität Berlin og læste frem til 1914, men afsluttede aldrig studierne. Han blev alligevel udnævnt til æresdoktor ved universitetet i 1954. Fra 1914 var han frivillig i Første Verdenskrig og deltog i genopbygningsprogrammet i Østpreussen. I 1919 blev han selvstændig arkitekt i Breslau og organiserede også kunstudstillinger der og i Insterburg. Han fik et professorat ved Staatliche Akademie für Kunst und Kunstgewerbe Breslau i 1925 og underviste der til institutionen lukkede i 1932. I 1926 gik han med i arkitektsammenslutningen Der Ring og var i mellemkrigstiden med til at tegne funkishusene i Siemensstadt i det vestlige Berlin. Året efter deltog han i skabelsen af Weißenhofsiedlung i Stuttgart, der var et af de største funktionalistiske byggeprojekter.
Scharoun blev i Tyskland efter nazisternes magtovertagelse. Efter 2. verdenskrig  indledte han sin karriere som byplanlægger og arkitekt i Vestberlin med skabelsen af Kulturforum med bygninger som Berliner Philharmonie. Han blev udnævnt til stadsarkitekt og dermed leder af by- og boligforvaltningen i Vestberlin. Mange af hans planer for Berlins genopbygning måtte skrinlægges pga. byens deling. I 1946 blev han professor ved det arkitektoniske fakulutet ved Technische Universität Berlin.
Efter krigen kunne Scharoun realisere mange af sine ideer. Berliner Philharmonie anses af mange som hans hovedværk. Det eneste projekt uden for Tyskland er Tysklands ambasse i Brasilien. Flere af hans bygningsværker blev først færdige efter hans død som Deutsches Schiffahrtsmuseum i Bremerhaven, Wolfsburgs teater og Staatsbibliothek zu Berlin. Kollegaen Edgar Wisniewski blev ansvarlig for udbygninger til Scharouns værker og overtog hans arkitektfirma.

## Bygninger (i udvalg)
- Boliger på Kaiserdamm, Charlottenburg i Berlin, (1928/29)
- Lejligheder på Hohenzollerndamm, Wilmersdorf i Berlin, (1929/30)
- Boliger i Siemensstadt, Berlin, (1929–31)
- Berliner Philharmonie, Tiergarten i Berlin, (1957–63)
- Technische Universität Berlins arkitektoniske fakultet, (1962–70)
- Forbundsrepbulikken Tysklands ambassade i Brasília, Brasilien, (1964–71)
- Stadttheater Wolfsburg, (1965–73)
- Staatsbibliothek zu Berlin, Tiergarten, (1964–78)